# Guvernoratul Ajloun
Ajloun (arabă: عجلون‎) este unul dintre cele 12 guvernorate ale Iordaniei. Capitala guvernoratului este orașul Ajloun. Se află la nord de capitala statului, Amman și se învecinează cu Guvernoratul Jerash la sud est și cu Guvernoratul Irbid de la nord la vest. Guvernoratul Ajloun are a patra cea mai mare densitate a populației din Iordania (după Guvernoratul Irbid, Guvernoratul Jerash, și Guvernoratul Balqa cu o densitate a populației de 350,1 persoane/km2 (estimarea din 2012). Se învecinează cu Guvernoratul Jerash din sud-est și Guvernoratul Irbid de la nord și vest.
Guvernoratul Ajlun are o populație de peste 176.080 de locuitori răspândiți în 27 de sate și orașe pe o suprafață de aproximativ 420 km². Populația este compusă în principal din următoarele triburi musulmane: Al-Gharaibeh, AlQudah, Al-Share, Al-Zghoul, Al-Momani, Al-Smadi, Al-Shwayyat, Al-Freihat, Al-Khatatbah, Alnawateer, Al-Karraz și altele. Muqattash, Haddad, Iwais, Eisouh și Rabadi sunt principalele triburi creștine din Ajloun. Deși creștinii sunt o minoritate în guvernoratul general, ei formează aproximativ jumătate din populația orașului Ajloun; majoritatea creștinilor locuiesc în orașul Ajloun împreună cu musulmanii din tribul Al-Smadi. Alte triburi sunt distribuite în celelalte districte ale guvernoratului. Guvernoratul Ajloun are patru locuri în parlamentul național, dintre care unul este dedicat pentru minoritatea creștină.	

## Diviziuni administrative
Articolul 14 din Sistemul de divizii administrative al Ministerului de Interne împarte guvernoratul Ajloun în două departamente.
- 1. Capitala departamentului: include 50 de orașe și sate, cu centrul său administrativ în Ajloun.
- 2. Departamentul Kofranjah: include 19 orașe și sate, centrul său administrativ este în Kofranjah.

## Istorie
Situat la o altitudine mare, Ajloun are una dintre cele mai frumoase păduri din Iordania și este cunoscut pentru iernile sale lungi și reci. Este renumit pentru castelul său (Castelul Ajlun), numele vechi a fost Qal'at Salah Ad-Dein. Castelul a fost construit ca o garnizoană pentru a proteja strategic Ajloun de cruciați.

## Clima
Ajloun este cunoscut pentru altitudinea ridicată, ceea ce îl face unul dintre cele mai răcoroase orașe din Iordania, cu o temperatură maximă medie în ianuarie de 8,2c și o temperatură medie minimă de 2,8c.
Zăpada este obișnuită în timpul iernii, iar orașul Ajloun se pregătește pentru astfel de eventualități.

## Demografie
Populația districtelor în conformitate cu  rezultatele recensământukui:
| District            | Populație (Recensământ 1994) | Populație (Recensământ 2004) | Populație (Recensământ 2015) |
| Guvernoratul Ajloun | 94.548                       | 118.725                      | 176.080                      |
| ------------------- | ---------------------------- | ---------------------------- | ---------------------------- |
| Kufranjah           | 20.809                       | 27.107                       | 38.260                       |
| Qaṣabah 'Ajlūn      | 73.739                       | 91.618                       | 137.820                      |

## Economie
Guvernoratul Ajloun depinde în principal de agricultură. În 2008, fermele de măslini, struguri și pomi fructiferi au constituit o suprafață totală de 141.4 km2 adică 34% din suprafața guvernoratului Ajloun.

## Educație
Există 28 de școli primare și secundare în Ajloun, cele mai multe dintre ele sunt publice, în plus față de Ajloun University College, care este un colegiu public și Universitatea Națională Ajloun, care este o mică universitate privată.

## Sate semnificative
Cele mai notabile orașe și sate din Ajloun (altele decât Ajloun) sunt: Ibbeen „Ebeen”, Sakhra, Mrajjam, Rasoun, Ain Janna, Kufranji, Anjara și Al Hashimiyya și (ORJAN).

## Galerie

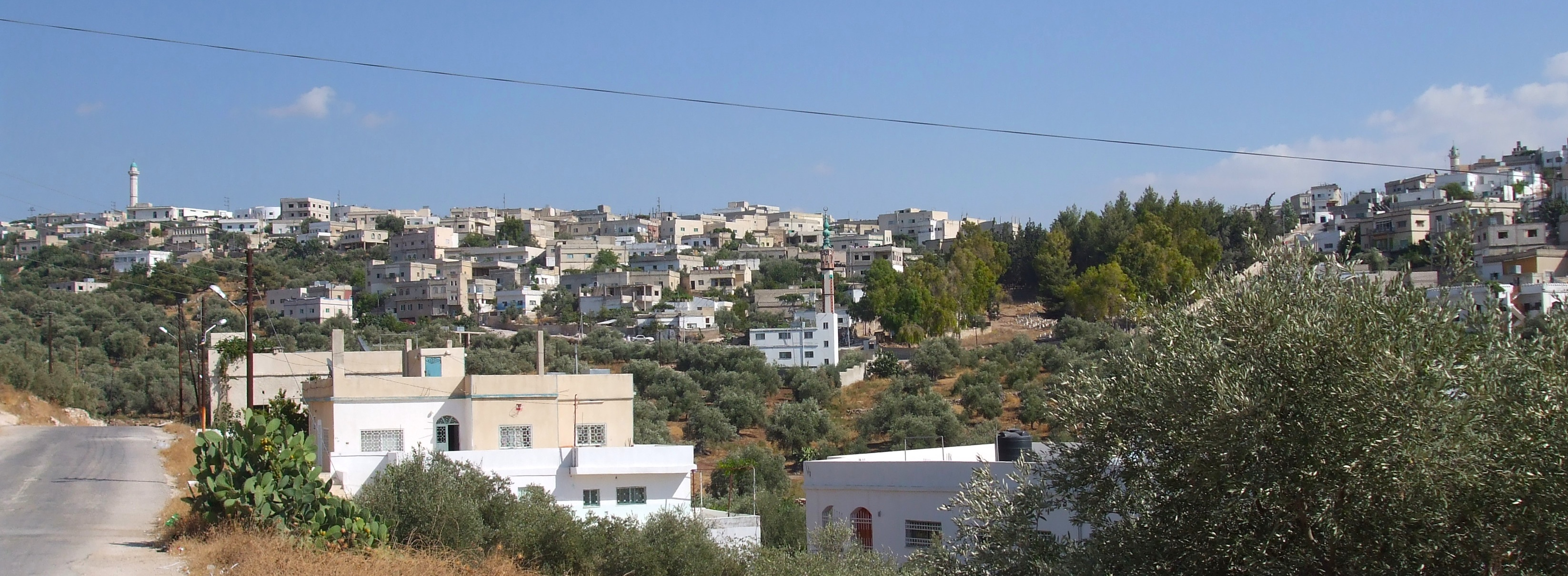
Orașul Al Hashimiyya din guvernoratul Ajloun
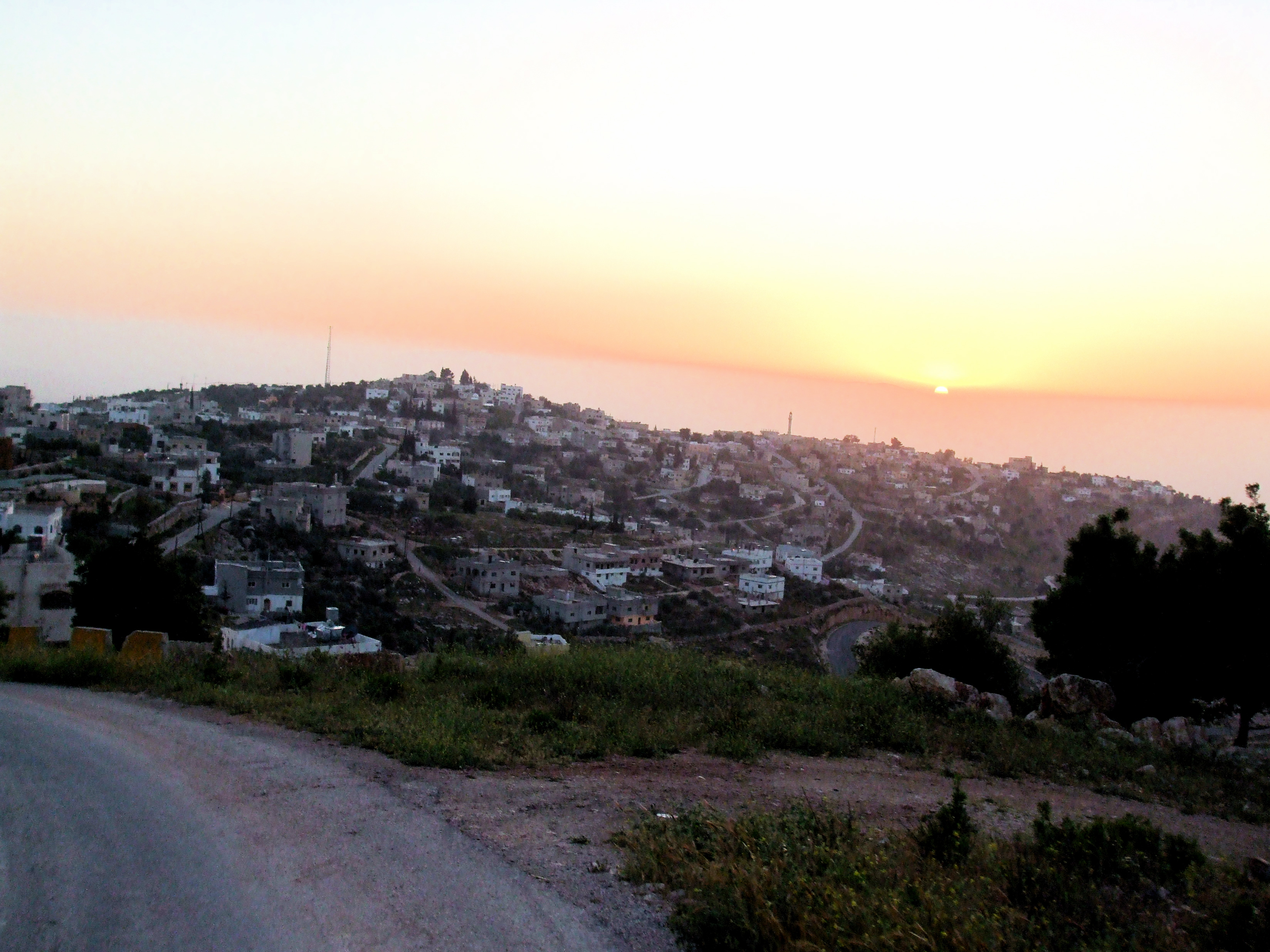
Orașul Al Wahadinah
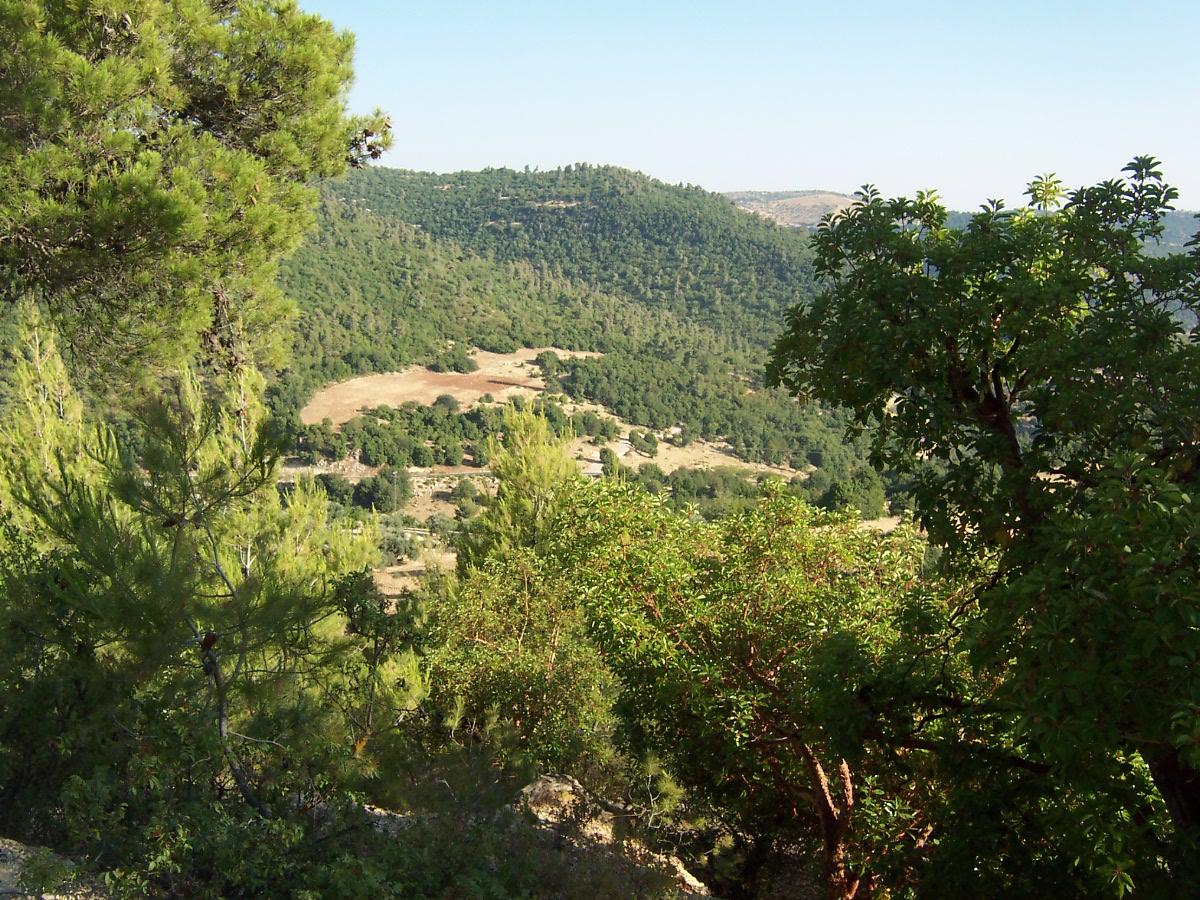
Pădurile înconjoară Ajloun
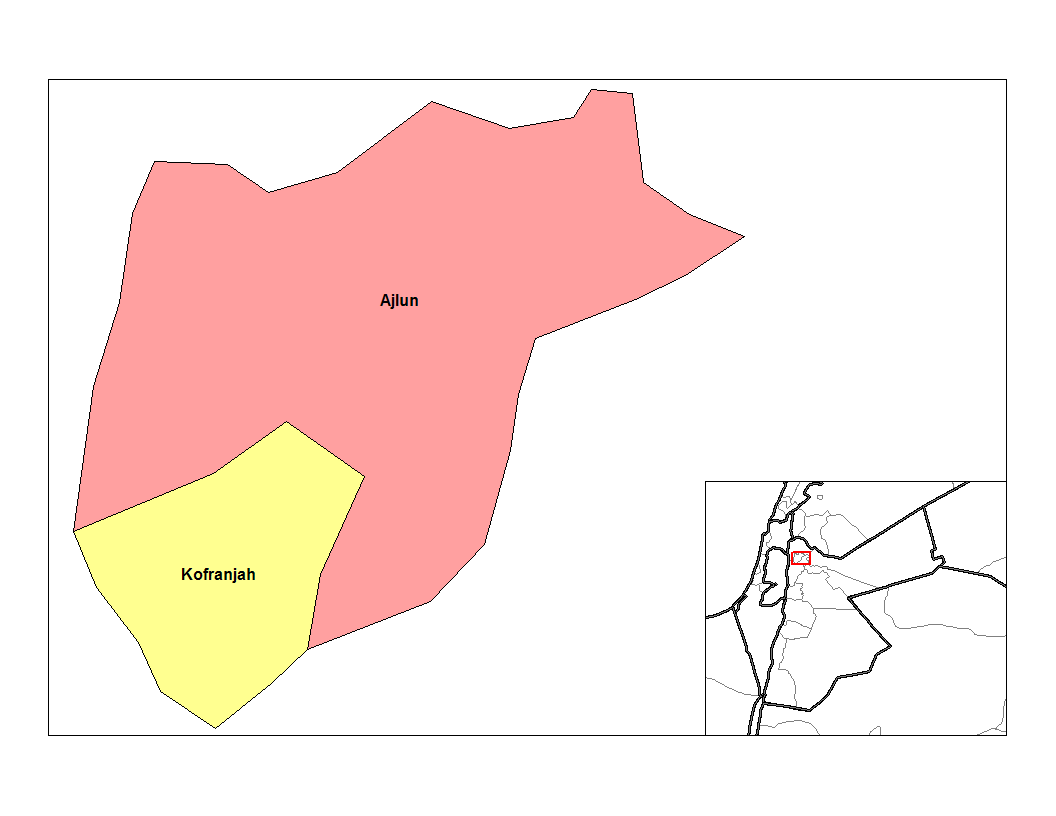
Nahias de Ajloun
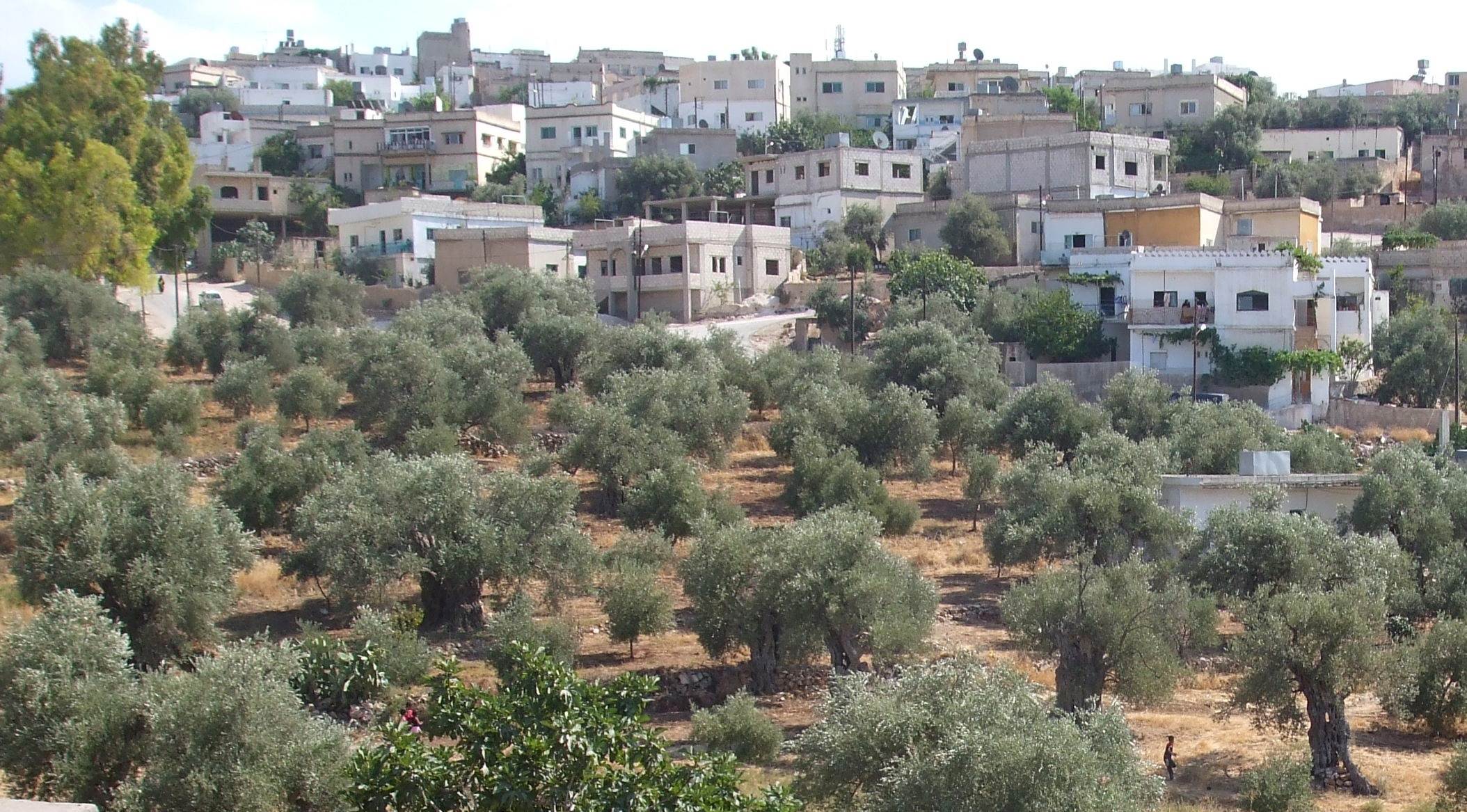
Ferme de măslini într-un sat din Ajloun